# Zeltschule

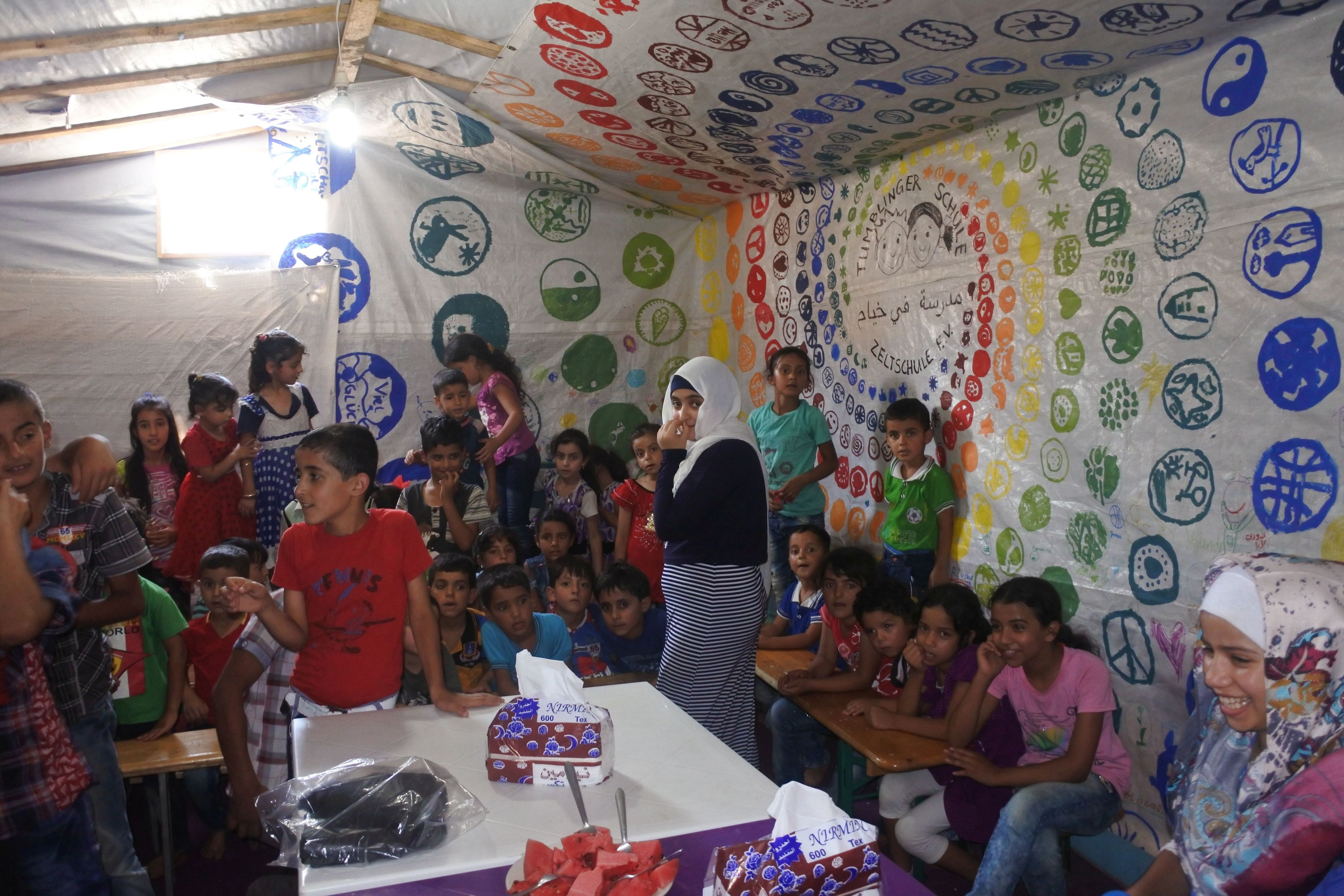
Die erste Zeltschule im Libanon

Zeltschule e. V. ist ein gemeinnütziger Verein mit Sitz in München, der Flüchtlinge unterstützt, indem er im Libanon und in Syrien improvisierte Schulen in Zelten für syrische Flüchtlingskinder betreibt. Die meisten Lager und damit auch Zeltschulen für Flüchtlinge befinden sich in der libanesischen Bekaa-Ebene, an der Grenze zu Syrien.

## Struktur und Organisation
Zeltschule e. V. ist ein gemeinnütziger Verein mit über 1500 Mitgliedern (Stand: 2023). Er hat zwei Mitarbeiter in Teilzeit und zwei in Vollzeit beschäftigt.
Der Verein finanziert sich ausschließlich über Spenden, und zwar zu 75 % aus Einzelspenden. Der Verein ist Träger des DZI Spenden-Siegels seit 25. August 2022.

## Geschichte
Entstanden ist der Verein durch eine Idee von Jacqueline Flory, einer Münchner Autorin und Übersetzerin. Im Herbst 2015 begann sie an der Schule ihrer Kinder anlässlich der sogenannten Flüchtlingskrise Geld zu sammeln. Im Frühjahr 2016 gründete sie den Verein „Zeltschule e. V.“ Im August 2016 wurde die erste Zeltschule gebaut.

### Zeltschulen in Syrien und im Libanon
Die Zeltschulen bestehen aus einem Holzgerüst, das im Boden verankert wird. Drumherum werden mehrere Schichten recycelte Zeltplane gewickelt. In der Zeltschule stehen Tische, Bänke und eine Tafel. Die größte Schule hat 180 Quadratmeter. Der Bau der Schulen wird von Zeltschule e. V. finanziert.
Aktuell gibt es 49 Schulen im Libanon und in Syrien. Die einzelnen Schulen haben zwischen 100 und 500 Kindern. Insgesamt wurden 2023 mehr als 10 000 Schülerinnen und Schüler unterrichtet. Der Abschluss entspricht ungefähr dem einer deutschen Realschule.
Den Unterricht übernehmen ehrenamtliche syrische Lehrkräfte, die ebenfalls auf der Flucht sind und in den Camps leben. Unterrichtet werden fünf Fächer: Arabisch, Mathematik, Englisch, Naturwissenschaften und Musik. Grundlage des Unterrichts ist das syrische Curriculum. So sollen die Kinder auf eine Rückkehr in ihre Heimat vorbereitet werden. Am Unterricht nehmen Mädchen und Jungen teil, die nach Altersgruppen unterrichtet werden.
Der Verein plant die libanesischen Zeltschulen nach Kriegsende nach Syrien zu verlegen. So wollen die Verantwortlichen sicherstellen, dass die Kinder auch während des Wiederaufbaus weiter unterrichtet werden können.
Im Zusammenhang mit der CoViD-19-Pandemie hat die libanesische Regierung Mitte April 2020 ein landesweites Unterrichtsverbot erteilt. In Syrien hat CoViD-19 die Lager, in denen Zeltschule e. V. aktiv ist, bis Mai 2020 noch nicht erreicht Die Lage in den Flüchtlingslagern ist angespannt, vor allem für die Kinder. Aktuell bleiben laut Flory die Spenden aus.

## Unterstützung neben der Schule
Erwachsenen syrischen Flüchtlingen ist im Libanon die Erwerbstätigkeit verboten. Kinder dagegen arbeiten oft auf den Feldern der Libanesen und übernehmen mit dem Einkommen die Versorgung beziehungsweise die finanzielle Verantwortung für ihre ganze Familie. So ist zum Beispiel jeder Flüchtling in den Camps gezwungen, Miete an den Landbesitzer zu zahlen. Damit die Kinder zur Schule gehen können, versorgt der Verein alle in der Familie mit dem Nötigsten: Wasser, Lebensmittel, Medikamente, Kleidung und Feuerholz.

## Preise und Auszeichnungen
- Wir für morgen 2022 Preis der Union Investment in der Kategorie Bildung[9]
- Internationaler Bremer Friedenspreis[10]
- Ellen-Ammann-Preis 2021[11]
- Goldene Bild der Frau 2019 für Jacqueline Flory[12]
- Startsocial, 2018 + 2019[13]
- Nominiert für den Deutschen Engagementpreis 2017 und 2018[14]
- Gutes Beispiel 2017[15]